# Phaeochrous camerunensis
Phaeochrous camerunensis is een keversoort uit de familie Hybosoridae. De wetenschappelijke naam van de soort is voor het eerst geldig gepubliceerd in 1909 door Arrow.